# Polisexualitat

Bandera de la polisexualitat

La polisexualitat es defineix com l'atracció romàntica, sexual o conducta sexual dirigida cap a més d'un gènere, però no necessàriament cap a tots ells, de la mateixa manera o amb diferent intensitat.
La polisexualitat i la pansexualitat són freqüentements confosas. No obstant això, la pansexualitat engloba l'atracció amb independència del gènere, mentre que la polisexualitat ho fa cap a un grup variable determinat. És a dir, totes dues sexualitats s'enfoquen en la pluralitat del gènere humà, però mentre que la polisexualitat ho fa només cap a alguns gèneres, la pansexualitat ho fa cap a tots o amb independència d'ells.